# Zbigniew Wiktor
Zbigniew Bolesław Wiktor (* 9. Juni 1942 in Radomyśl) ist ein polnischer Politiker und Politologe. Er war von 1990 bis zu deren Verbot 2002 Vorsitzender der Partei Bund polnischer Kommunisten Proletariat.

## Leben
Er wurde 1942 als Sohn eines Arbeiters geboren. Nach dem Krieg siedelte seine Familie in die ehemals deutschen Ostgebiete um und er besuchte ein Lyzeum in Nowa Ruda. 1962 wurde Wiktor Mitglied in der PVAP (Polnische Vereinigte Arbeiterpartei). Er studierte an der rechtswissenschaftlichen Fakultät der Universität Breslau. Im Jahr 1972 promovierte er über eine Arbeit zu der Thematik Die Sozialjustiz in der VR Polen (Sądownictwo społeczne w PRL). Es folgte 1986 die Habilitierung mit der Arbeit Der wissenschaftliche Kommunismus und die Wissenschaft von der Politik in der VR Polen an der Universität Leipzig. Wiktor war danach als Professor für Politologie an der sozialwissenschaftlichen Fakultät der Universität Breslau tätig. 1990 war er Gründer der Partei „Bund polnischer Kommunisten – Proletariat“ und schloss sich nach dessen Auflösung der KPP (Kommunistische Partei Polens) an.
Er ist Autor der kommunistisch-sozialistischen Zeitschrift Rotfuchs.

## Schriften (Auswahl)
- Chiny na drodze socjalistycznej modernizacji (Toruń 2008),  ISBN 978-83-7611-197-1 .
- Wizja parlamentu w nowej konstytucji Rzeczypospolitej Polskiej (Warszawa 1994),  ISBN 83-7059-134-5 .